# Hydraena ferethula
Hydraena ferethula är en skalbaggsart som beskrevs av Perkins 2007. Hydraena ferethula ingår i släktet Hydraena och familjen vattenbrynsbaggar. Inga underarter finns listade i Catalogue of Life.